# Liste der Monuments historiques in Saint-Melaine-sur-Aubance
Die Liste der Monuments historiques in Saint-Melaine-sur-Aubance führt die Monuments historiques in der französischen Gemeinde Saint-Melaine-sur-Aubance auf.

## Liste der Bauwerke
| Bezeichnung | Beschreibung                  | Standort | Kennzeichnung | Schutzstatus | Datum | Bild |
| ----------- | ----------------------------- | -------- | ------------- | ------------ | ----- | ---- |
| Kirche      | Erbaut ab dem 11. Jahrhundert | (Lage)   | PA00109284    | Inscrit      | 1972  |      |

## Liste der Objekte
- Monuments historiques (Objekte) in Saint-Melaine-sur-Aubance in der Base Palissy des französischen Kultusministeriums